# David Chaum

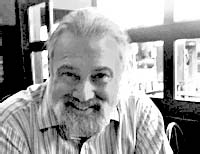
David Chaum (2007)

David Chaum (* 3. Mai 1955) ist ein US-amerikanischer Kryptologe. Er ist der Erfinder einiger kryptographischer Protokolle und hatte maßgeblichen Anteil an der Fortentwicklung elektronischer Zahlungsmittel, namentlich eCash.
Chaum gründete 1990 die Firma DigiCash, eine Firma für elektronische Geldgeschäfte und war Mitglied des Vorstandes. Außerdem war er 1982 der Gründer der Internationalen Vereinigung für Kryptologie-Forschung (International Association for Cryptologic Research, IACR).
Chaum machte an der Universität von Kalifornien in Berkeley seinen Doktor in Informatik und Betriebswirtschaft.
Im Anschluss betreute er Aufbaustudiengänge in Betriebswirtschaft an der New Yorker Universität und der Universität von Kalifornien.
David Chaum ist der Autor zahlloser wissenschaftlicher Artikel zur Kryptographie und Inhaber vieler US-Patente.
Viele seiner Ideen flossen direkt oder indirekt in die Entwicklung heute gängiger, kryptographischer Sicherheitssysteme ein, darunter solche, die ganz allgemein Kommunikation und jedweden Datenaustausch im Internet gegen Eingriffe absichern.
Das internationale Remailer-Netzwerk profitierte stark von Chaums theoretischen Ansätzen.
Im Jahr 2019 war er einer der Redner auf der fünften Ethereum-Entwicklerkonferenz, die in Japan stattfand.
Für 2023 wurde Chaum der Dijkstra-Preis zugesprochen.